# سيارة تركيب

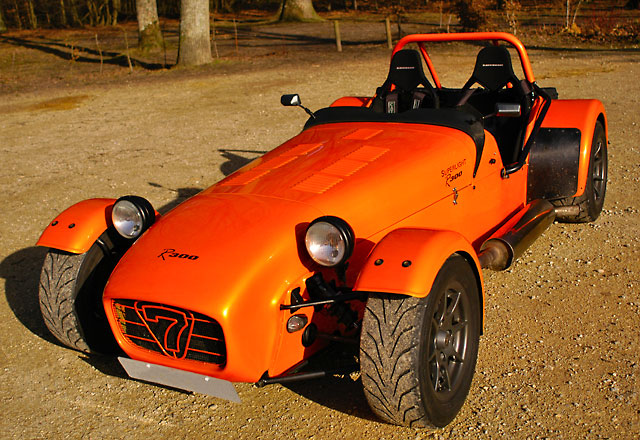
كاترهام Seven

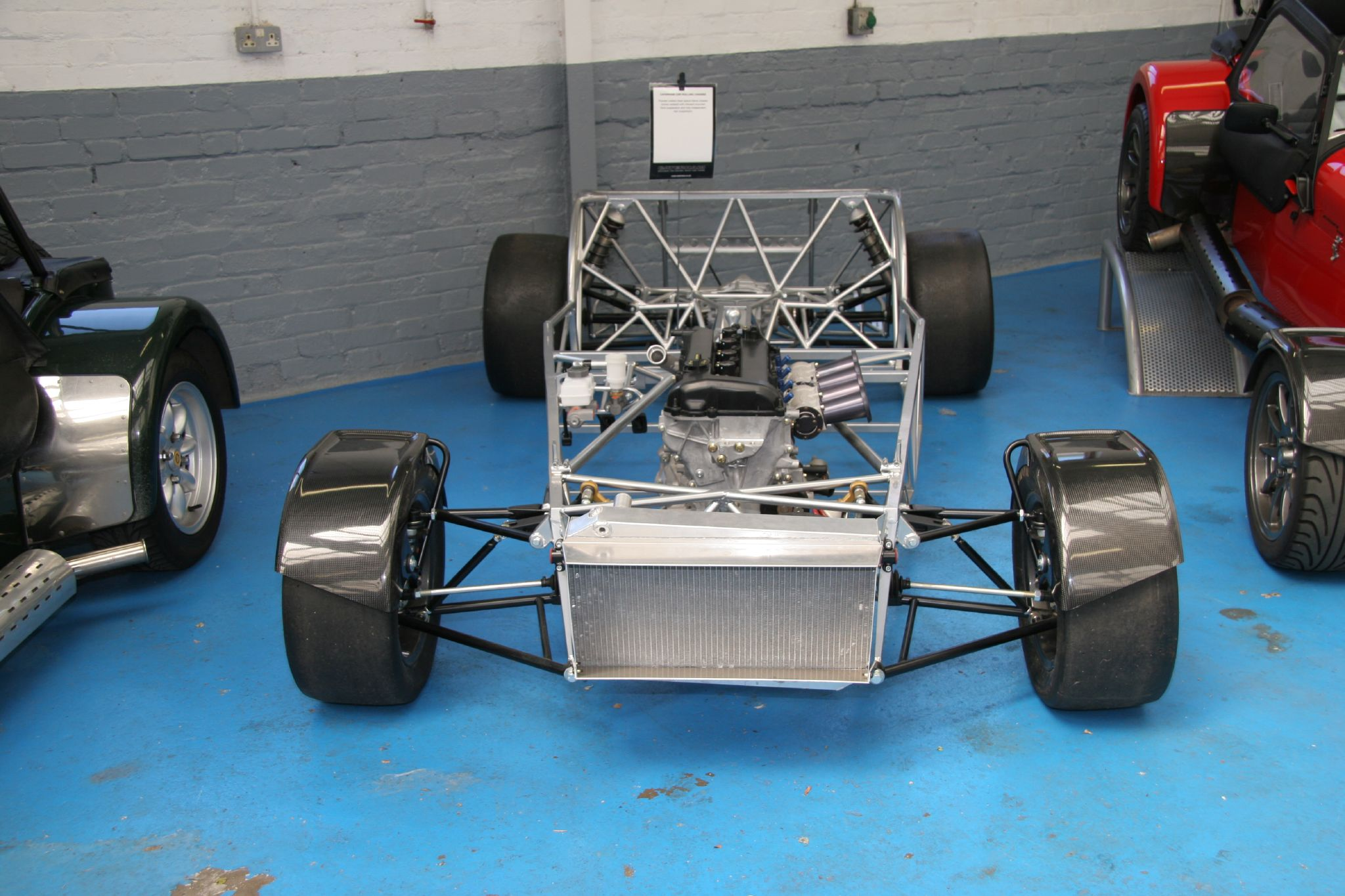
شاسيه السيارة كاترهام سيفين

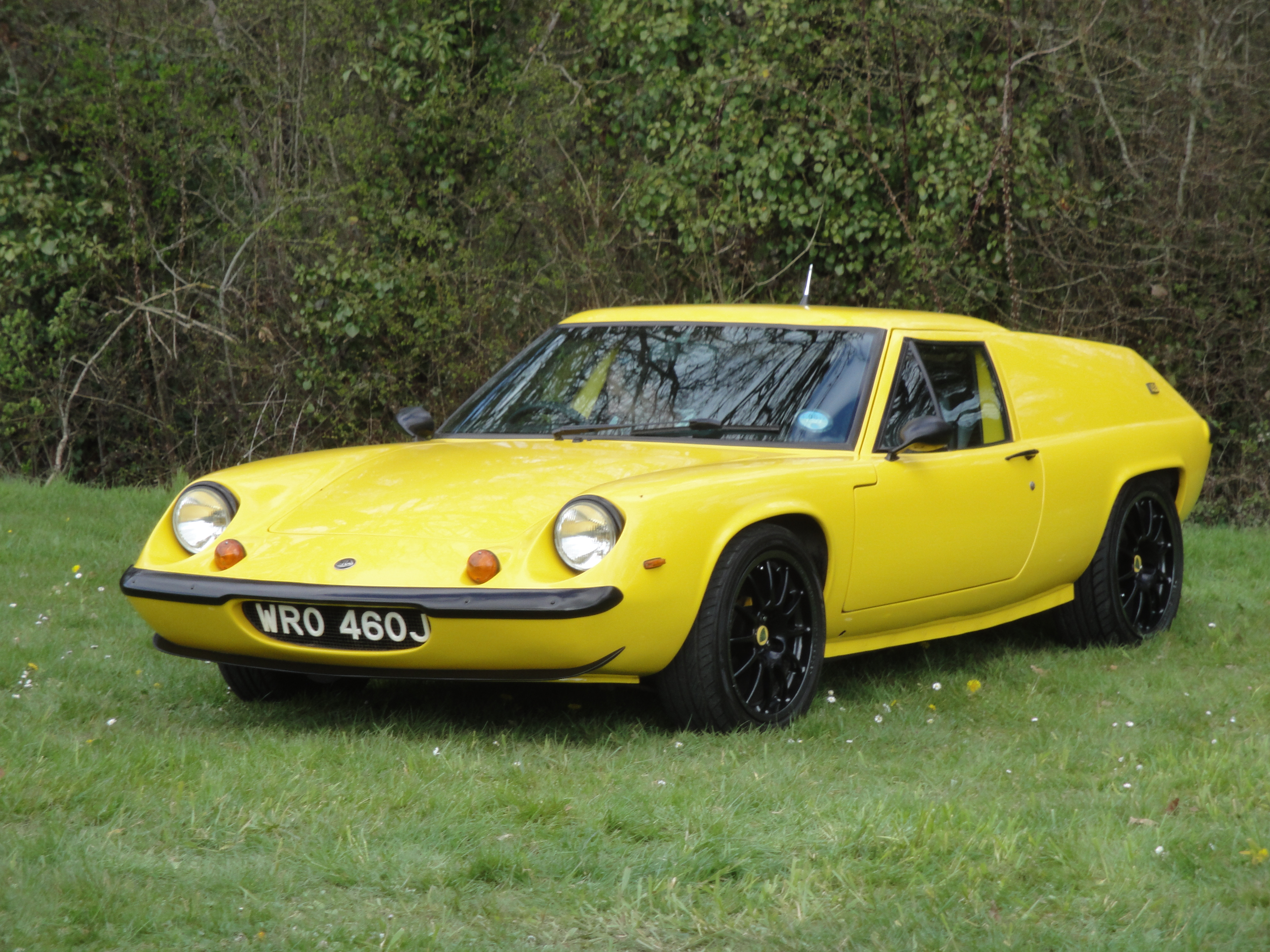
لوتس يوروبا

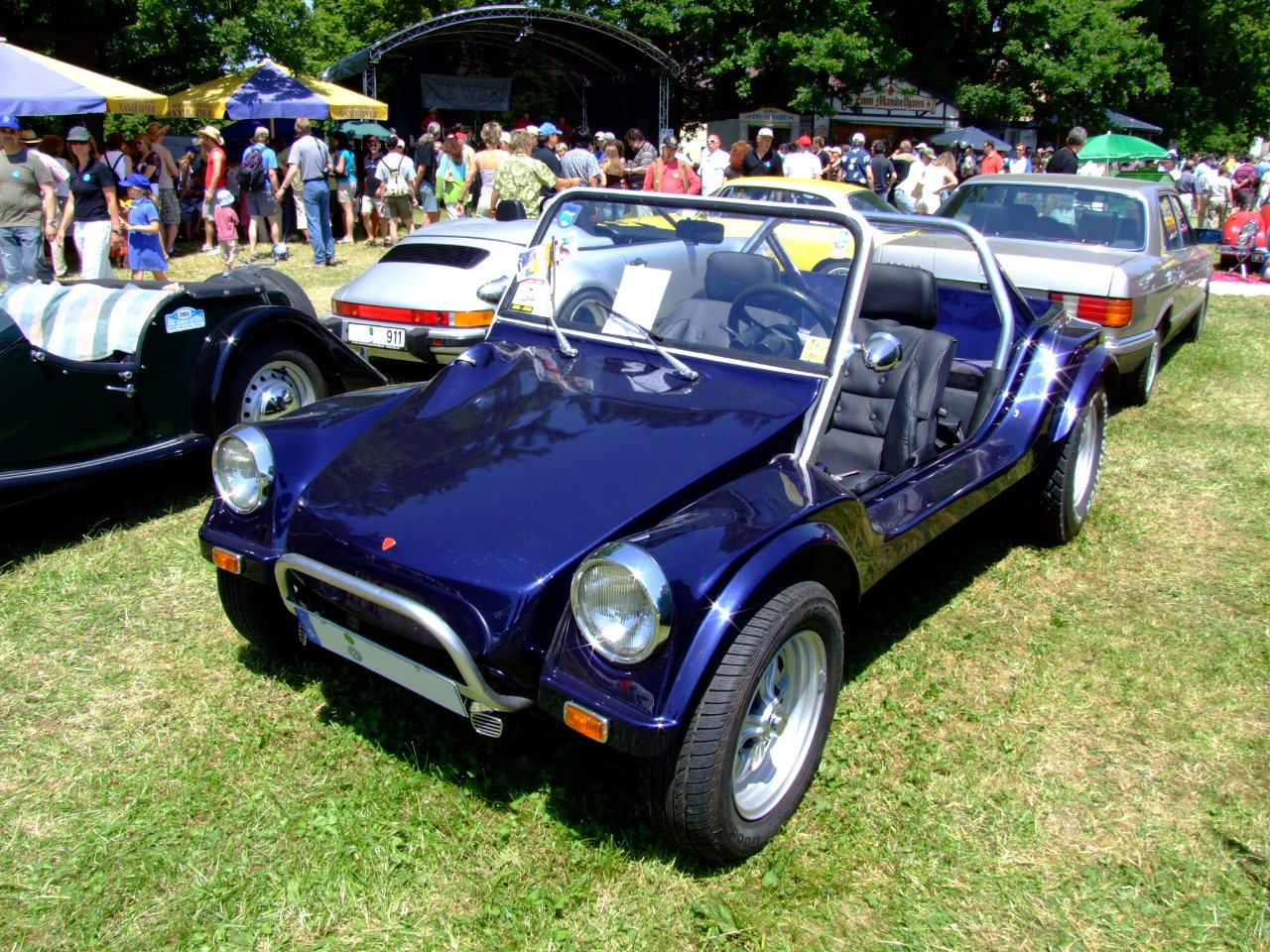
VW-Buggy

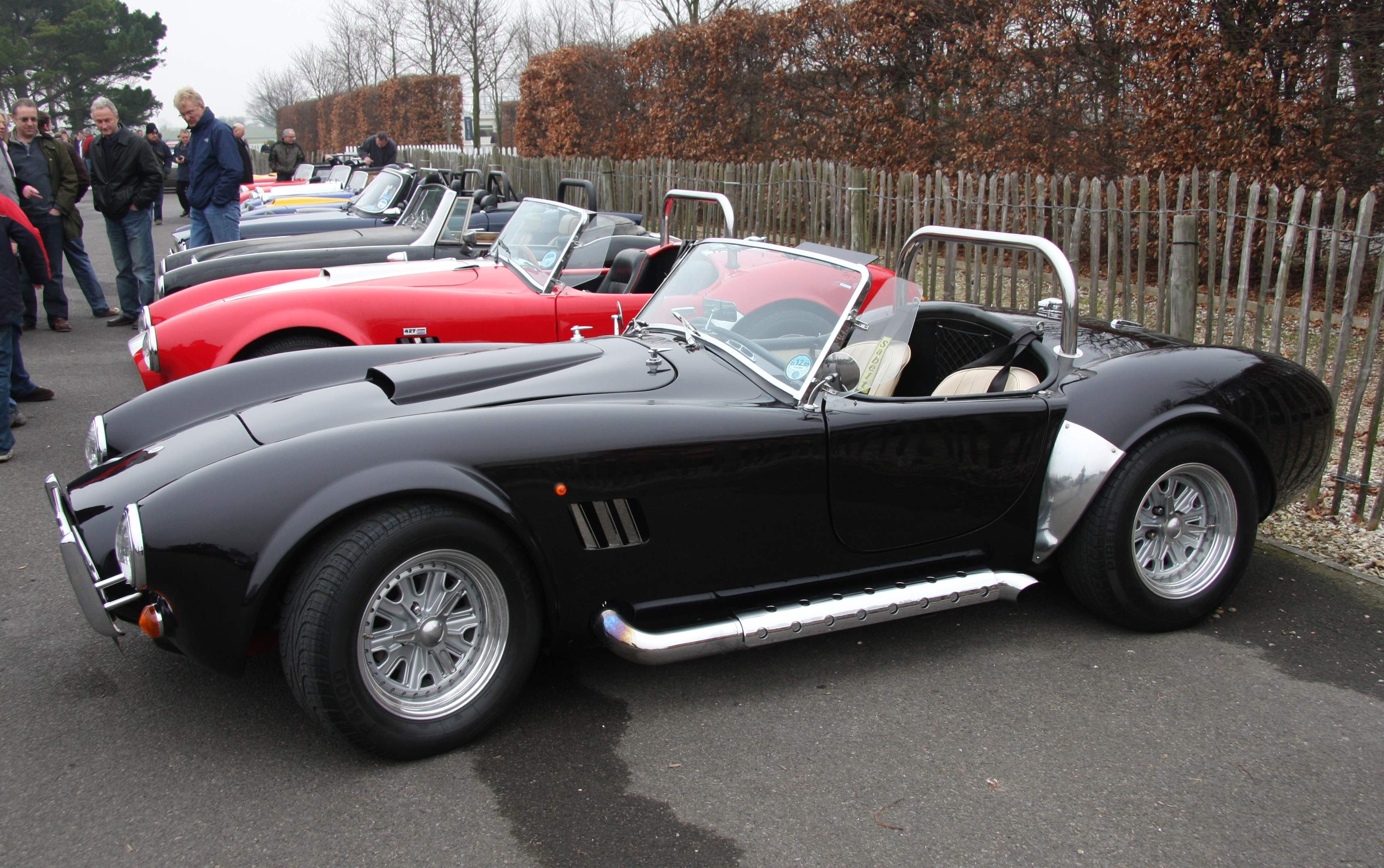
Pilgrim Sumo, مشابهة للسيارة AC Cobra.

سيارة تركيب Kit Car أو طقم تركيب سيارة حيث أن كلمة
„Kit“ تعني «طقم». طقم العتاد يكفي لتركيب سيارة بالكامل أو يمكن أيضا أن تكون السيارة ليست مشتراة كقطع منفردة جاهزة على التركيب، أو من الممكن أيضا أت تشترى السيارة الكيت كاملة التصنيع. والغرض من ذلك هو إما تركيب سيارة تحاكي سيارة نادرة أو سيارة عالية السعر وتقليدها في سيارة شبيهة (مثل سيارة سباق أو سيارة كلاسيكية أولدتايمر). سيارات الكيت كار المحببة هي أيه سي كوبرا وفورد جي تي 40، ولامبورغيني كاونتاش.). وقد تكون السيارة التركيب سيارة من تصميم صاحبها لتكون ذات مظهر غير عادي يعجبه. أنواع تلك السيارات توجد كثيرا ومحببة على الأخص في المملكة المتحدة.

## اقرا أيضا
- لامبورغيني كاونتاش
- لوتس سبعة